# Vojtěch Horák
Vojtěch Horák (9. srpna 1865 Pardubice – 4. ledna 1908 Praha) byl rakouský právník a politik české národnosti z Čech, poslanec Českého zemského sněmu.

## Biografie
Vystudoval práva a získal titul doktora práv. Od roku 1897 působil jako advokát v Pardubicích. V roce 1906 se stal místopředsedou stálého výboru Spolku pro stavbu průplavu Pardubicko-Přerovského. Roku 1906 byl rovněž členem deputace ve Vídni pro urychlení velkých investic v Pardubicích jako výstavby nádraží a gymnázia. Zakládal pardubický průplavní spolek. Angažoval se v místní i regionální politice. Byl mu nabízen post okresního starosty, ale odmítl to. Byl též ředitelem Hypoteční banky Království českého. Zastával funkci náměstka okresního starosty a člena obecního zastupitelstva.
Zapojil se i do vysoké politiky. V doplňovacích zemských volbách roku 1906 (poté, co zemřel poslanec Antonín Formánek) byl Horák zvolen na Český zemský sněm, kde zastupoval kurii městskou, obvod Pardubice, Holice, Chlumec. Patřil mezi politiky mladočeské strany. Sám prohlásil, že stojí na krajním levém křídle jejím.
Zemřel v lednu 1908 po dlouhé nemoci. Trpěl onemocněním žaludku a tenkého střeva. Šlo o rakovinu žaludku. Rozhodl se pro hospitalizaci v sanatoriu Dr. Hausmanna v Praze. Prodělal tam 2. ledna 1908 operaci, ale jeho stav již byl vážný a nemoc oslabila i srdce.
Zemřel 4. ledna. Pohřben byl na Centrálním hřbitově v Pardubicích.